# 新北捷運淡海輕軌電聯車
淡海輕軌電聯車，又稱為行武者號，是一款屬於新北捷運的輕軌動力分散式電聯車，第一階段生產15列75輛，首列列車於2016年底出廠亮相，而所有列車則預計於2017年中完成生產並於2018年隨淡海輕軌通車而投入使用。
該型列車的生產是中華民國邁向國車國造的重要里程碑之一，其技術由德國福伊特進行設計技術支援，並由台灣車輛承造。

## 國產製造緣起
臺灣曾於2000年代初期由中科院與台灣車輛研發「科專一號」與「輕軌二號」等實驗性輕軌車輛，惟當時並無相關輕軌建設計劃，因此在公開展覽後閒置於台灣車輛公司廠區至今日。:30:50

## 命名
新北市交通局於2015年舉辦列車造型票選，當時共有三種樣式供民眾選擇，即「智多星」、「行武者」與「海精靈」，最後統計各投票階段結果後由行武者雀屏中選，而當時的行武者設計是採用黃色系，然而在設計商福依特實際造訪淡海地區後改為水藍色以符合當地特色。:32

## 規格與構造
該型列車編組設計與高雄輕軌電聯車類似，均採模組化車廂生產:31，以中央模組3為界，前後採對稱設計。模組2與模組4為無轉向架設計，以關節式連結設備與其他車廂連結，僅其餘3模組有轉向架。另該型列車保留擴充空間，未來運量增加時可以增加模組方式擴充。:32

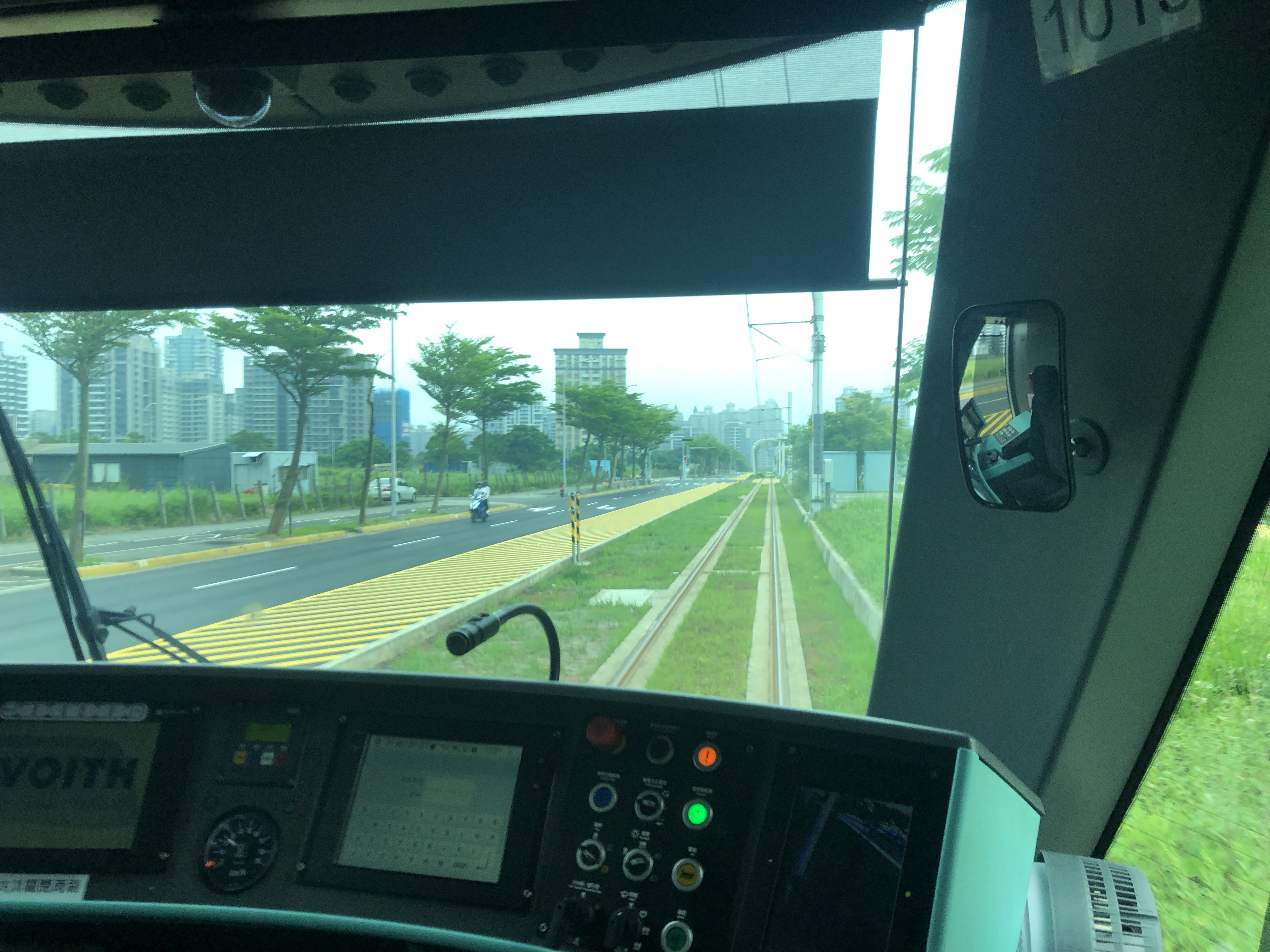
駕駛室
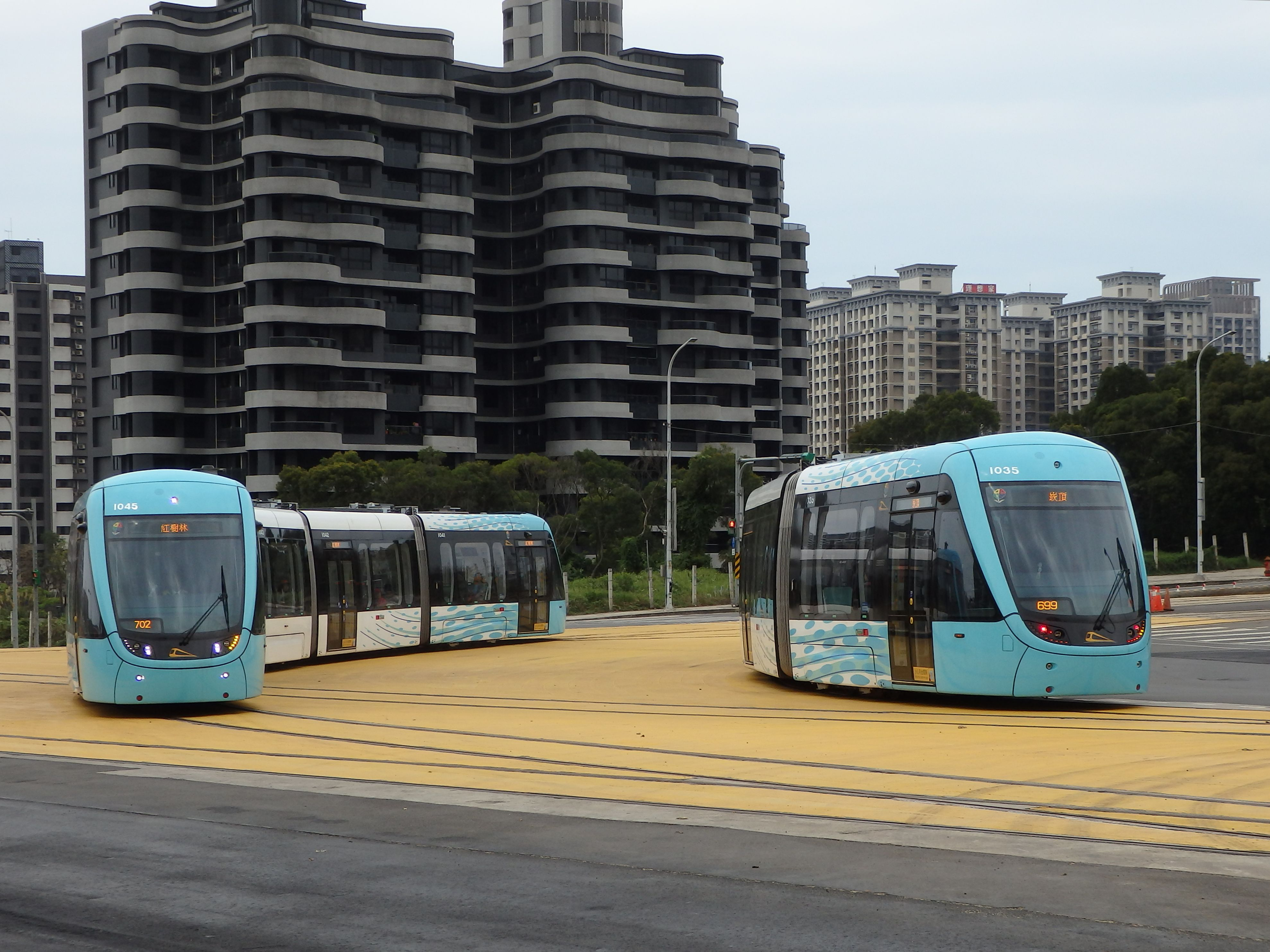
在非架空線段上運行的輕軌列車 （濱海沙崙站～淡海新市鎮站間）

### 外觀設計
該列車主體由不鏽鋼與耐候鋼所架構。駕駛室採全面式曲面玻璃，而各車門則採用雙開滑開式設計，並設有手動開關，LED顯示器設置於車門上方、駕駛窗上方與駕駛室左下角，方便旅客得知列車目的地。:32為確保行車安全，轉向架側邊設有轉向架蓋，而車廂連接處則以大型風擋連接，不另設置防墜裝置。:33塗裝方面，車頭採水藍色底配橢圓色塊，而中段則轉變為純白底，玻璃邊框以黑色色塊包圍。:34

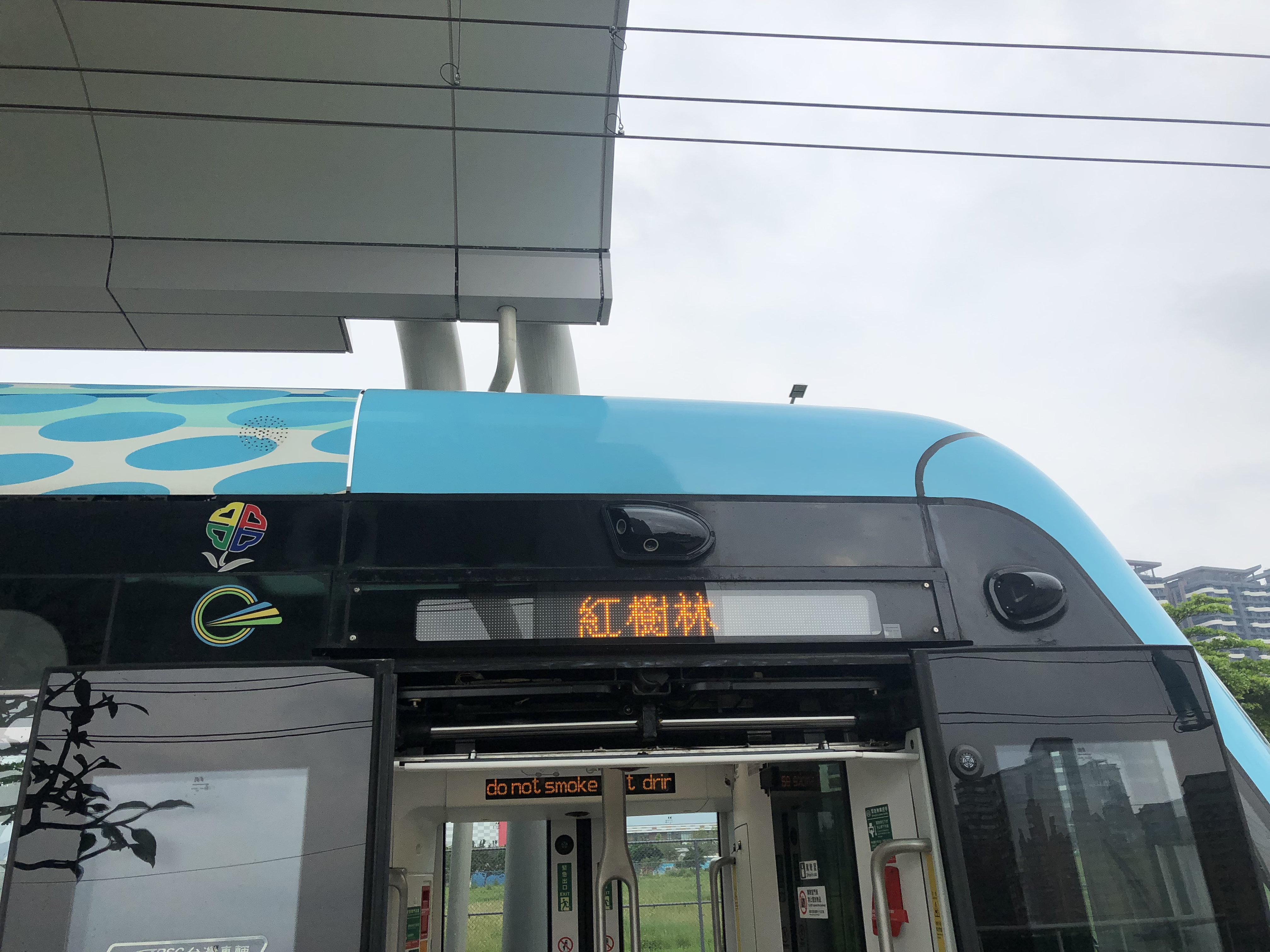
目的地顯示裝置。左側標誌上方為新北市政府，下方為新北捷運公司
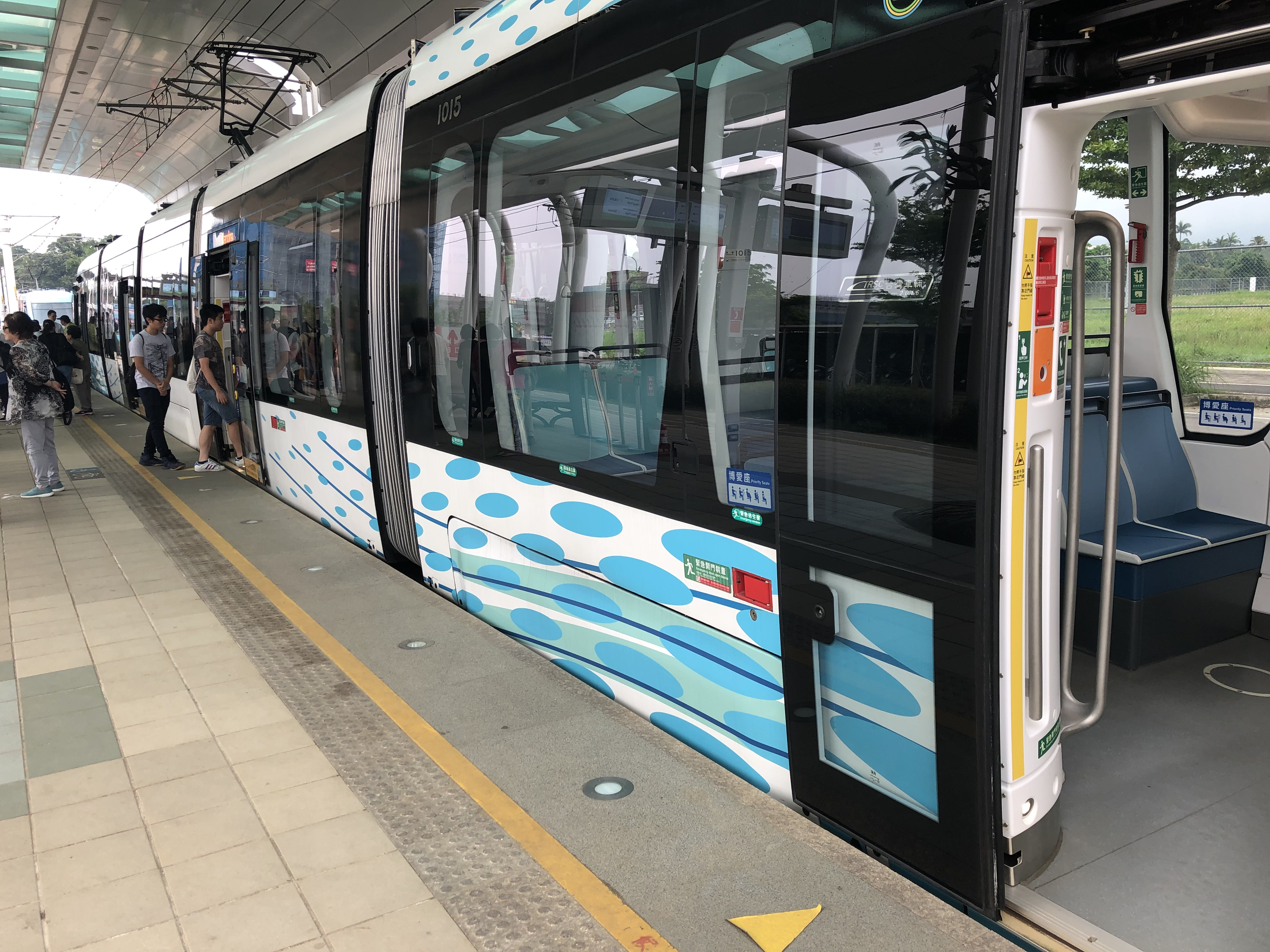
塞拉式車門（崁頂站）
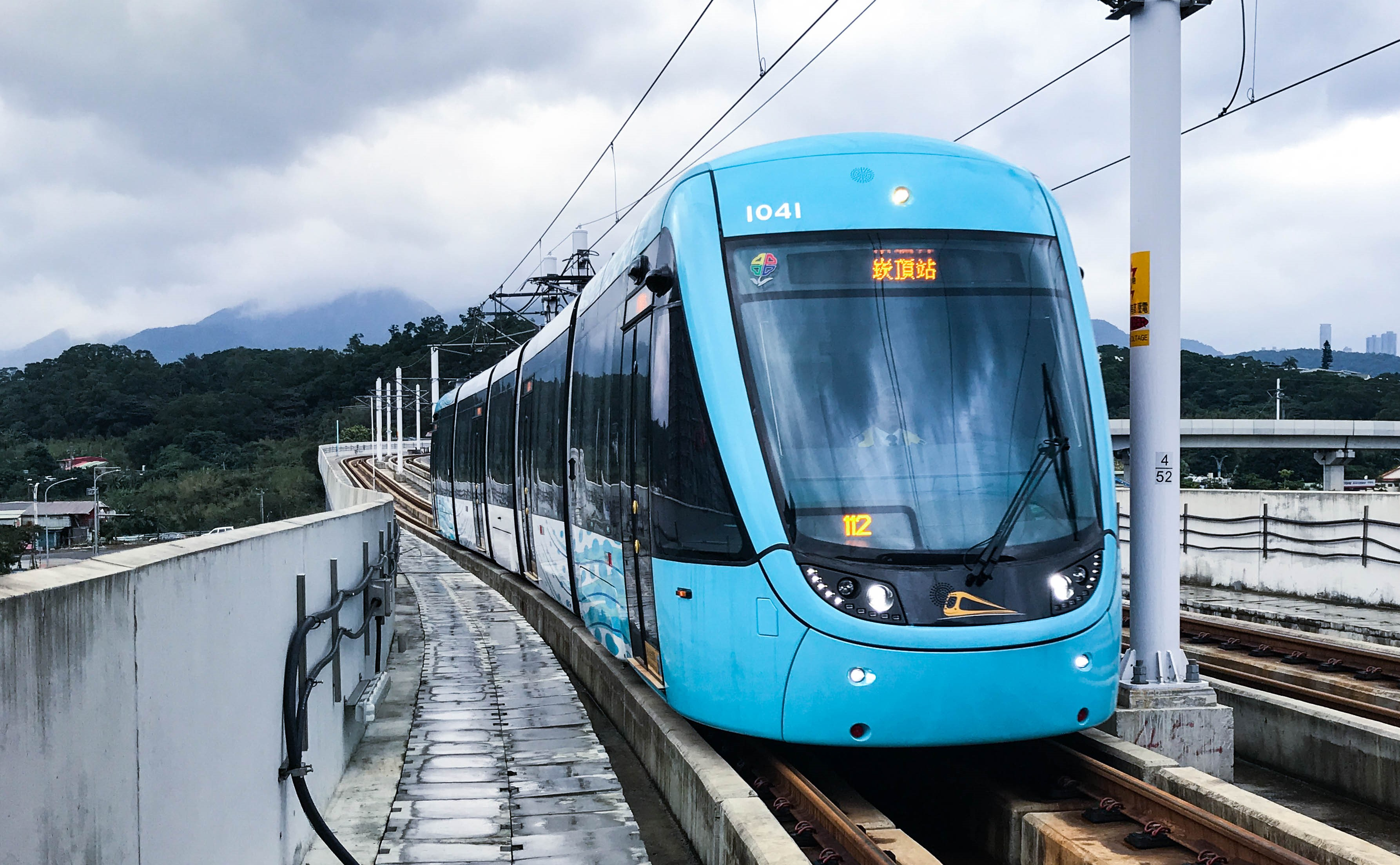
兩側車頭燈之間的標誌為新北市政府捷運工程局

### 內裝設計
內裝採低地板設計，座位為符合人體工學之座椅，部分座椅因轉向架關係為橫向配置，且因為設置位置高而配有階梯。座椅採藍色系列設計，另於椅背上方設有把手，故座椅側邊不另設置把手。:35照明部分，車內外均採LED燈做為照明之用，並設置大型觀景玻璃窗，採光明亮。:36與其餘電聯車相同，該型列車於兩車門中央設有立柱，樣式為雙叉立柱，而無障礙區域特別將扶手高度調降，方便身心障礙人士與兒童抓握。:36

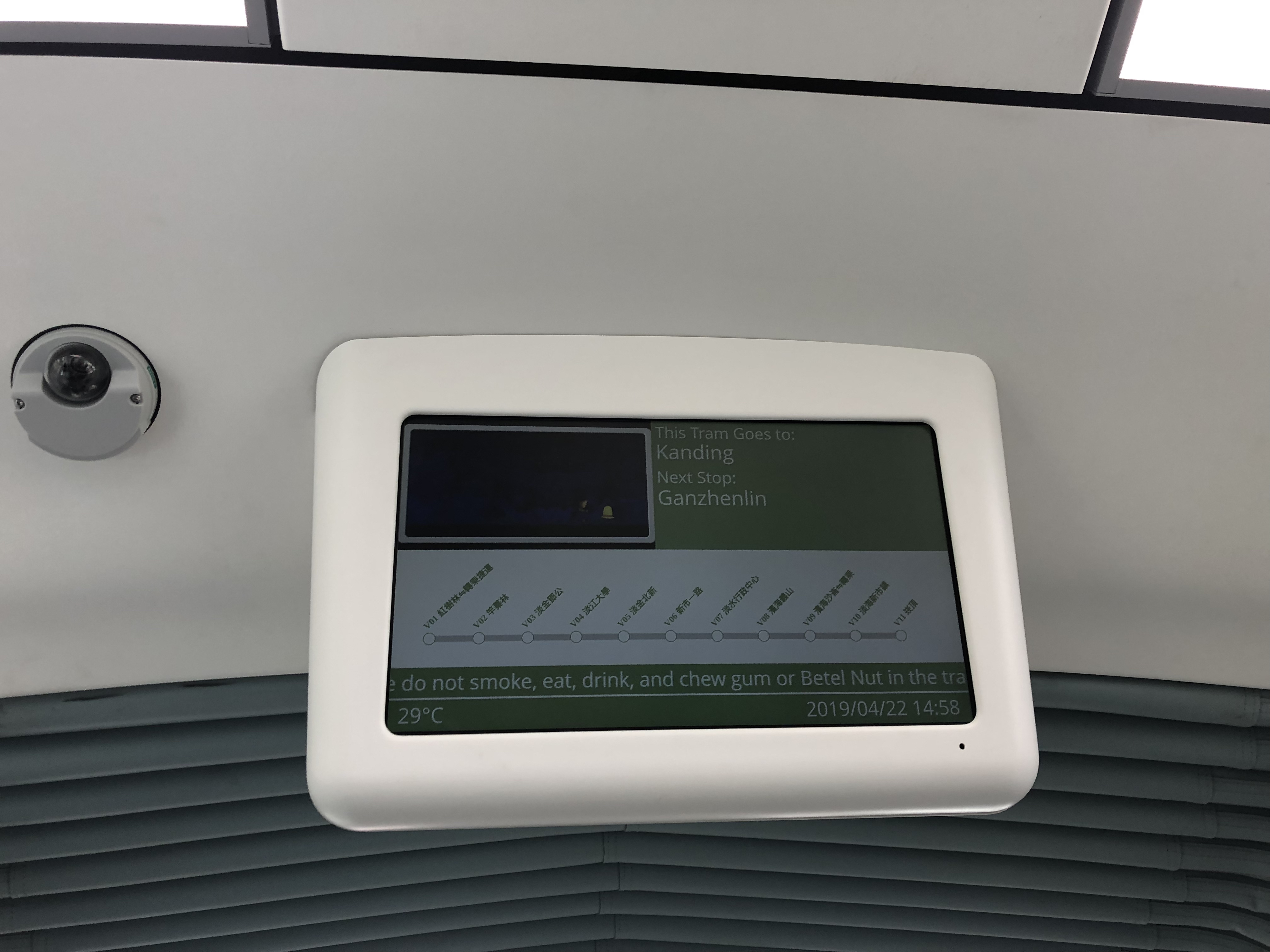
連結部的旅客資訊裝置
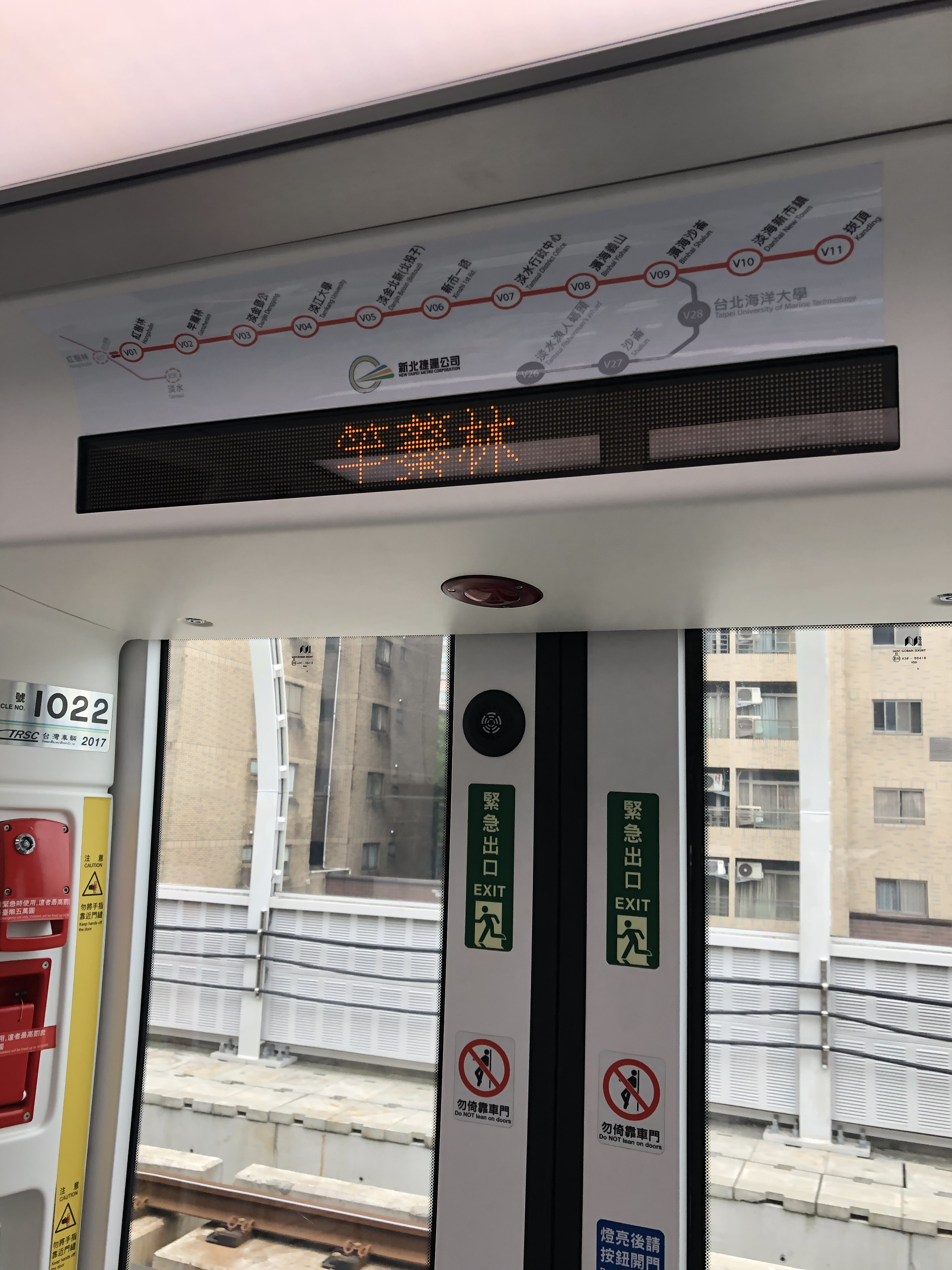
車門上方的旅客資訊裝置及路線圖
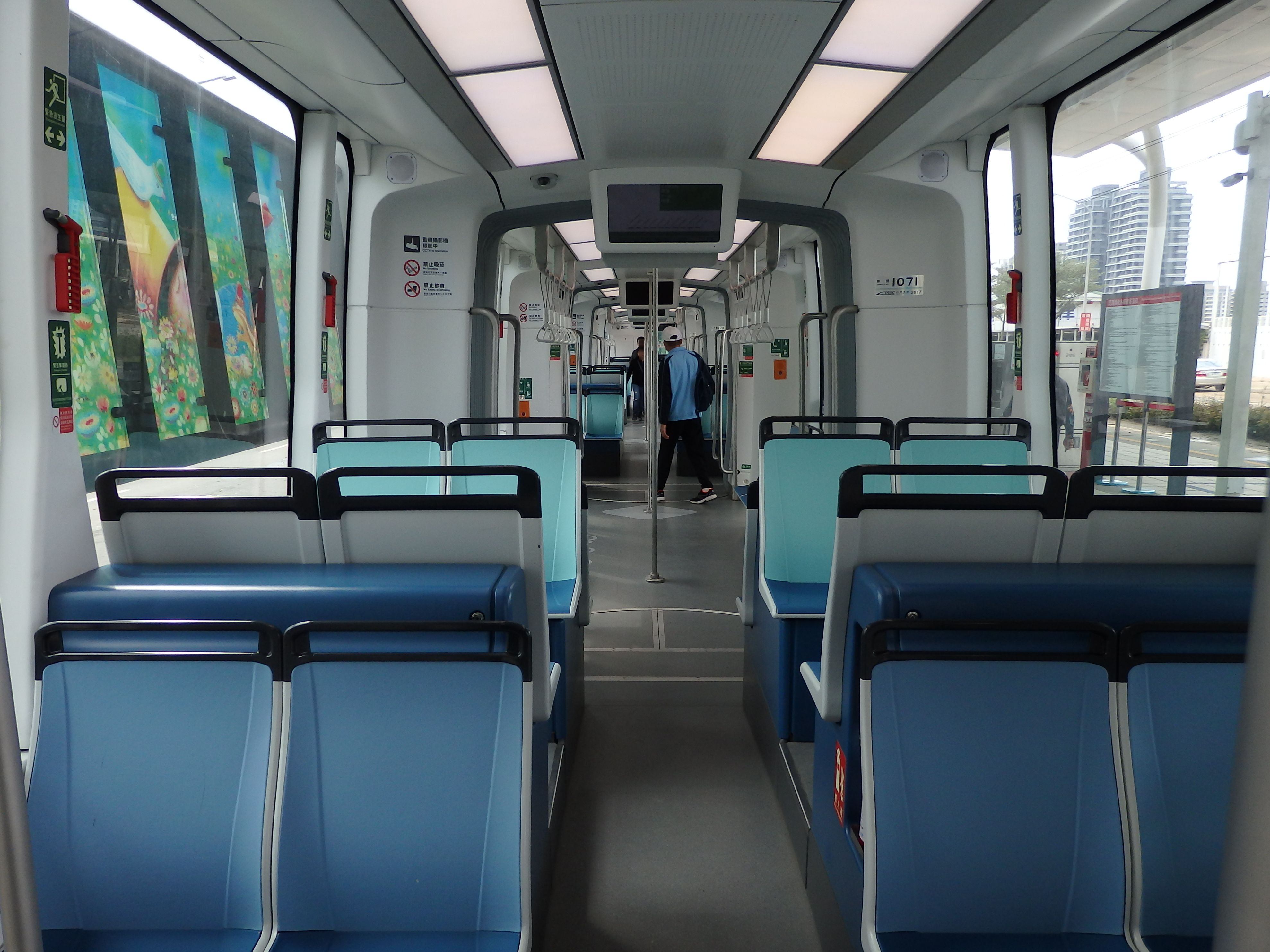
奇數號車內橫排座位的人造革座面
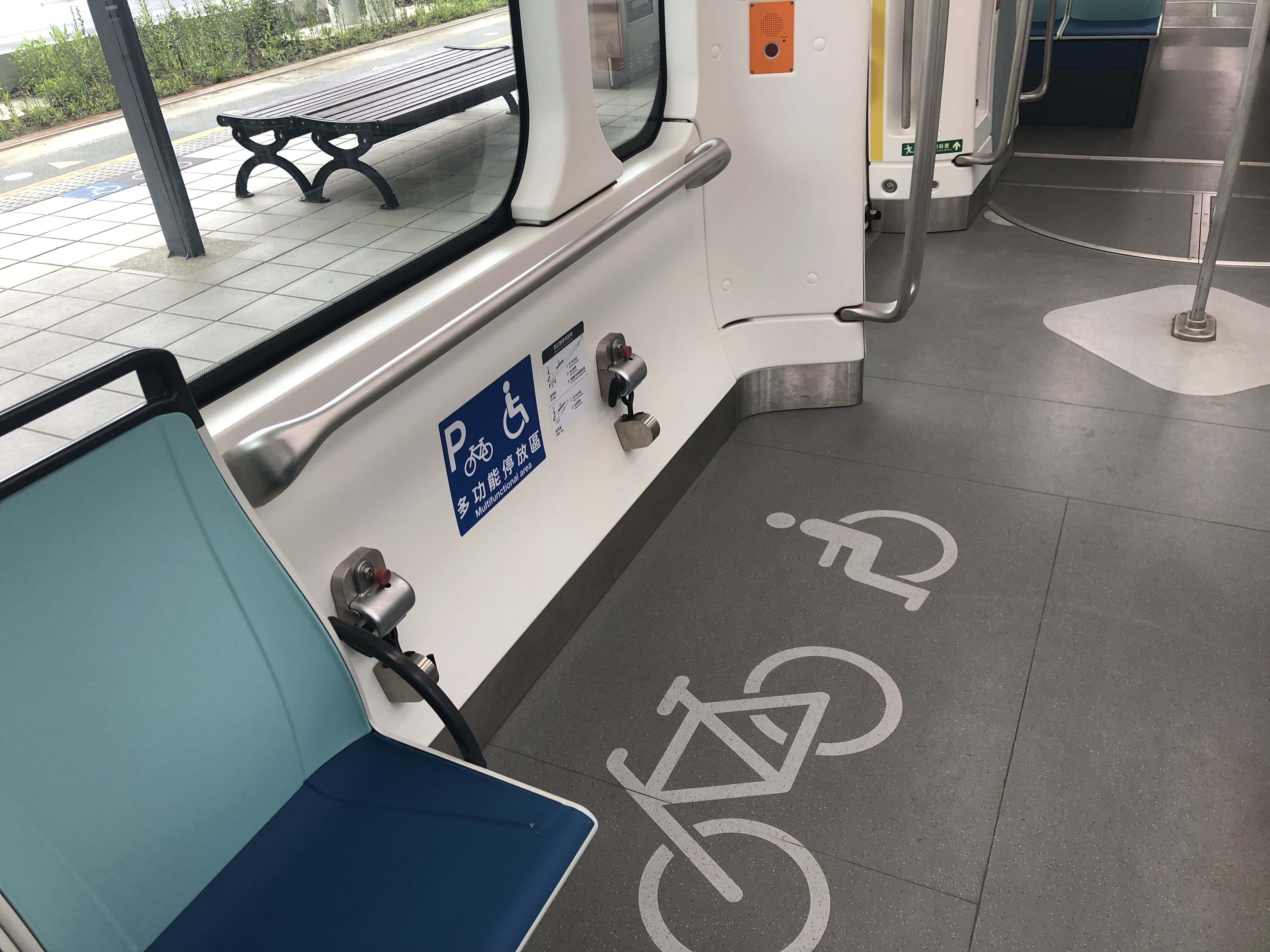
偶數號車的無障礙空間
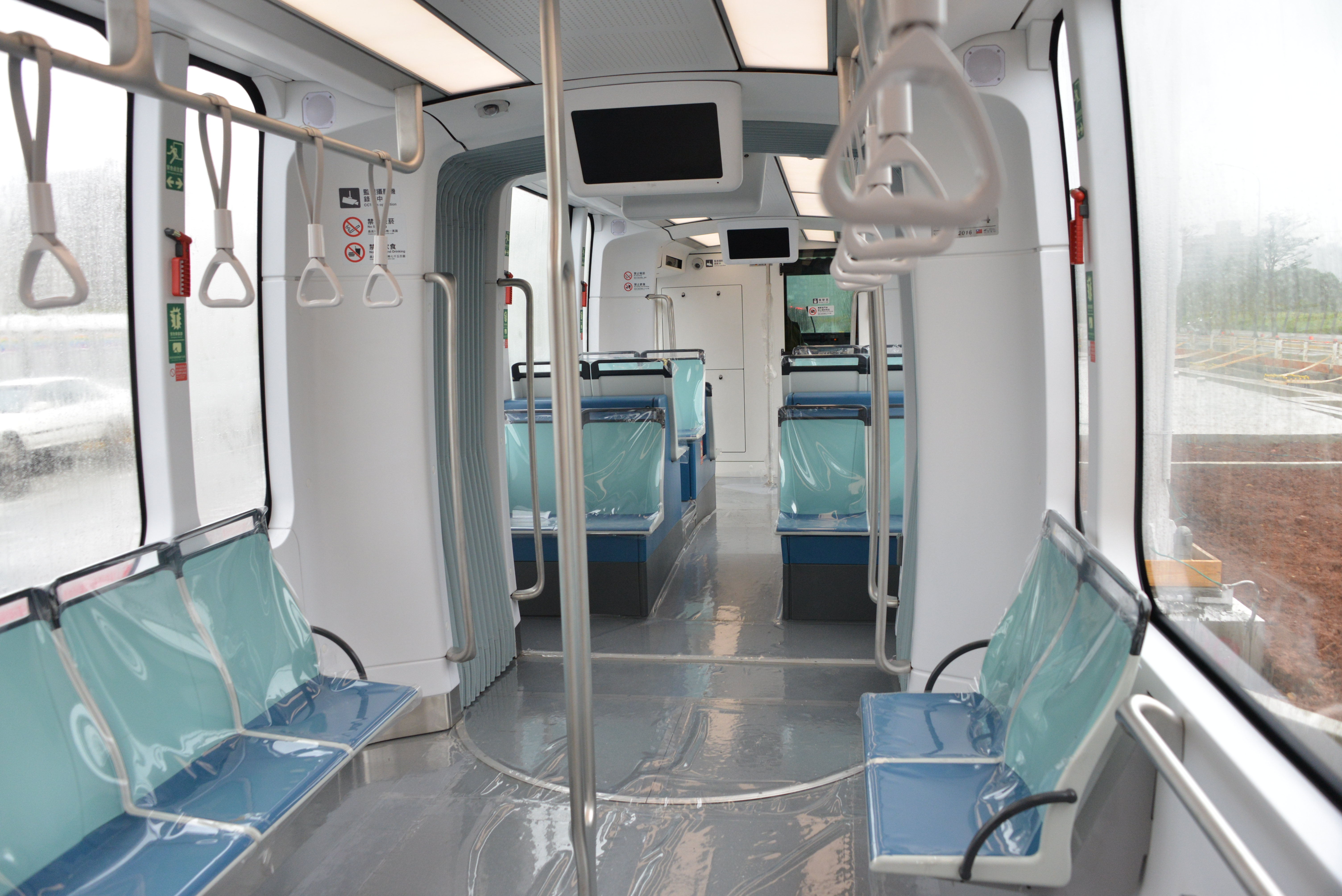
偶數號車縱排座位內裝
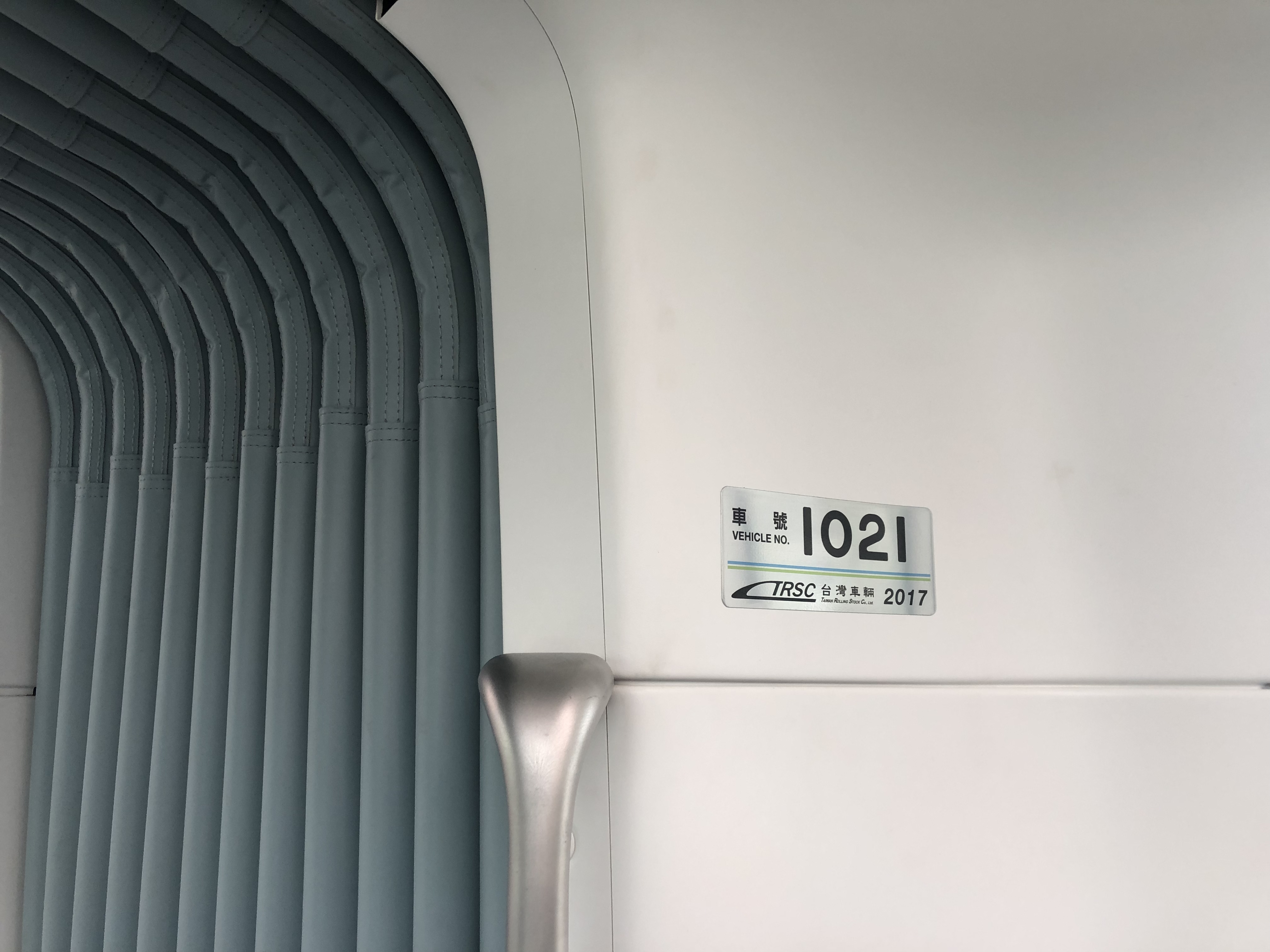
銘板

### 緊急裝置
車站或是列車上的緊急對話按鈕都有特定ID，以利行控中心及駕駛掌握事件發生的位置。即便列車並非全天營運，管理系統仍維持全天運作──紅樹林站與行控中心透過遠端攝影監控車站情況，甚至可以透過遠端廣播警告異常或危險行為。
此外，淡海輕軌車門旁設有緊急煞車、緊急開門裝置，如果遇到駕駛員無法及時處理的緊急狀況時可以使用。當然，扳動緊急開門裝置後，在列車停止的時候才會自動解鎖以便手動推開車門，以防人員在列車移動時跌落車外，這也是安全機制的一部分。

### 逃生設計
因應車側逃生規劃，每輛列車也都備有捷運沒有的玻璃擊破器，車廂玻璃是安全膠合玻璃，乘客不會因為擊破玻璃因玻璃碎片造成受傷。低底盤設計（距離地面35公分）也有利於逃生。淡海輕軌高架的部分都設有逃生走道，履勘時都有模擬演練。淡海輕軌進入高架路段的部分設有感應裝置，可判斷是否為非輕軌車輛的異物人車進入，若有異物進入軌道就會產生警報。輕軌列車是以架空線供電，如果遇到緊急事故，可以直接疏散旅客，沒有觸電的問題。

### 與高雄環狀輕軌電聯車比較
與台灣首列高雄Urbos 3的不同之處如下。
| 項目       | 高雄・Urbos3                                          | 新北・淡海輕軌                                        |
| ---------- | ----------------------------------------------------- | ----------------------------------------------------- |
| 製造       | CAF                                                   | 台湾車輌+福伊特                                       |
| 暱稱       | 小綠綠                                                | 行武者                                                |
| 全長（m）  | 34.166                                                | 34.45                                                 |
| 全幅（m）  | 2.65                                                  | 2.65                                                  |
| 全高（m）  | 3.6                                                   | 3.75                                                  |
| 構成       | Mc1–S1–T–S2–Mc2                                       | 5輛                                                   |
| 材質       | 鋁合金                                                | 不銹鋼、耐候性鋼                                      |
| 無架線     | 全線                                                  | 部分區間                                              |
| 電氣方式   | DC750V                                                | DC750V                                                |
| 電容器     | 鎳氫充電電池                                          | 鋰離子                                                |
| 台車       | 第1,5輛為動力台車、第2,4輛為無台車、第3輛為無動力台車 | 第1,5輛為動力台車、第2,4輛為無台車、第3輛為無動力台車 |
| 車輛載客量 | 64                                                    | 62                                                    |
| 列車載客量 | 250                                                   | 265                                                   |
| 座位材質   | FRP                                                   | 人造革絨球→FRP                                        |
| Wi-Fi      | 無                                                    | 有                                                    |
| 腳踏車搭乘 | 僅限折疊式                                            | 最多4台需額外收費                                     |
| IC卡感應機 | 站內設置                                              | 站內設置                                              |

## 編組
|                        |                        | ← 崁頂/淡水漁人碼頭 紅樹林 → | ← 崁頂/淡水漁人碼頭 紅樹林 → | ← 崁頂/淡水漁人碼頭 紅樹林 → | ← 崁頂/淡水漁人碼頭 紅樹林 → | ← 崁頂/淡水漁人碼頭 紅樹林 → | 圖例 - ：無障礙空間 - ：固定腳踏車空間 - ：免費Wi-Fi |
| 車號                   | 車號                   | 1                            | 2                            | 3                            | 4                            | 5                            | 圖例 - ：無障礙空間 - ：固定腳踏車空間 - ：免費Wi-Fi |
| 機器配置（p. 38）      | 機器配置（p. 38）      | VVVF                         | 電池                         | 單臂式集電弓                 | 電池                         | VVVF                         | 圖例 - ：無障礙空間 - ：固定腳踏車空間 - ：免費Wi-Fi |
| 台車（p. 38）（p. 27） | 台車（p. 38）（p. 27） | 動力台車                     |                              | 無動力台車                   |                              | 動力台車                     | 圖例 - ：無障礙空間 - ：固定腳踏車空間 - ：免費Wi-Fi |
| 車内設備               | 車内設備               | 扉,                          | 扉,,                         |                              | 扉,,                         | 扉,                          | 圖例 - ：無障礙空間 - ：固定腳踏車空間 - ：免費Wi-Fi |
| 座位形式               | 座位形式               | 橫排                         | 縱排                         | 橫排                         | 縱排                         | 橫排                         | 圖例 - ：無障礙空間 - ：固定腳踏車空間 - ：免費Wi-Fi |
| 座席載客量             | 座席載客量             | 62                           | 62                           | 62                           | 62                           | 62                           | 圖例 - ：無障礙空間 - ：固定腳踏車空間 - ：免費Wi-Fi |
| 編組載客量             | 編組載客量             | 265                          | 265                          | 265                          | 265                          | 265                          | 圖例 - ：無障礙空間 - ：固定腳踏車空間 - ：免費Wi-Fi |
| 車輛編號與編入年分     | ～2018年               | 1011 : 1071                  | 1012 : 1072                  | 1013 : 1073                  | 1014 : 1074                  | 1015 : 1075                  | 圖例 - ：無障礙空間 - ：固定腳踏車空間 - ：免費Wi-Fi |
| 車輛編號與編入年分     | ～2019年10月           | 1081 : 1151                  | 1082 : 1152                  | 1083 : 1153                  | 1084 : 1154                  | 1085 : 1155                  | 圖例 - ：無障礙空間 - ：固定腳踏車空間 - ：免費Wi-Fi |

## 其他

### 特別塗裝
幾米彩繪列車
- 奇幻森林（102編組[16]）
- 漂浮城市（105編組[16]）
- 動物樂園（109編組[16]）